# The Collection 1973 – 84
The Collection 1973 – 84 ist ein CD-Boxset, das von Bruce Springsteen 2010 auf Columbia Records veröffentlicht wurde.
Es ist eine Neuveröffentlichung der ersten sieben Studioalben von ihm und der E Street Band.

## Die Box
Die CD-Box, welche acht CDs enthält, ist eine rote, mit künstlichen Kratzern versehene Plastik-Box mit der Aufschrift „BRUCE SPRINGSTEEN THE COLLECTION 1973-84“ auf der Rückseite der Box ist ein Überblick über die sieben Alben, deren Titel und dessen Titellängen gegeben.
Die CDs sind jeweils in Langspielplattenhüllen im Kleinformat, die dem Original ähneln, verpackt.
Es ist die dritte CD-Box von Bruce Springsteen, welche keine zusätzlichen Musiktitel veröffentlicht und die erste, die mehr als zwei Alben gleichzeitig beinhaltet.

## Titelliste

### Greetings from Asbury Park, N.J.(CD 1)
1. Blinded by the Light – 5:06
2. Growin' Up – 3:05
3. Mary Queen of Arkansas – 5:21
4. Does This Bus Stop At 82nd Street? – 2:05
5. Lost in the Flood – 5:17
6. The Angel – 3:24
7. For You – 4:40
8. Spirit in the Night – 4:59
9. It's Hard to Be a Saint in the City – 3:13

### The Wild, the Innocent & the E Street Shuffle(CD 2)
1. The E Street Shuffle – 4:31
2. 4th of July, Asbury Park (Sandy) – 5:36
3. Kitty's Back – 7:09
4. Wild Billy's Circus Story – 4:47
5. Incident on 57th Street – 7:45
6. Rosalita (Come Out Tonight) – 7:04
7. New York City Serenade – 9:55

### Born to Run(CD 3)
1. Thunder Road – 4:49
2. Tenth Avenue Freeze-Out – 3:11
3. Night – 3:00
4. Backstreets – 6:30
5. Born to Run – 4:31
6. She's the One – 4:30
7. Meeting Across the River – 3:18
8. Jungleland – 9:34

### Darkness on the Edge of Town(CD 4)
1. Badlands – 4:01
2. Adam Raised a Cain – 4:32
3. Something in the Night – 5:11
4. Candy's Room – 2:51
5. Racing in the Street – 6:53
6. The Promised Land – 4:33
7. Factory – 2:17
8. Streets of Fire – 4:09
9. Prove It All Night – 3:56
10. Darkness on the Edge of Town – 4:30

### The RiverCD 1 (CD 5)
1. The Ties That Bind – 3:34
2. Sherry Darling – 4:03
3. Jackson Cage – 3:04
4. Two Hearts – 2:46
5. Independence Day – 4:50
6. Hungry Heart – 3:19
7. Out in the Street – 4:17
8. Crush on You – 3:11
9. You Can Look (But You Better Not Touch) – 2:37
10. I Wanna Marry You – 3:30
11. The River – 5:01

### The RiverCD 2 (CD 6)
1. Point Blank – 6:06
2. Cadillac Ranch – 3:03
3. I'm a Rocker – 3:36
4. Fade Away – 4:46
5. Stolen Car – 3:54
6. Ramrod – 4:05
7. The Price You Pay – 5:29
8. Drive All Night – 8:33
9. Wreck on the Highway – 3:53

### Nebraska(CD 7)
1. Nebraska – 4:32
2. Atlantic City – 4:02
3. Mansion on the Hill – 4:08
4. Johnny 99 – 3:43
5. Highway Patrolman – 5:41
6. State Trooper – 3:17
7. Used Cars – 3:11
8. Open all Night – 2:58
9. My Father's House – 5:08
10. Reason to Believe – 4:08

### Born in the U.S.A.(CD 8)
1. Born in the U.S.A. – 4:39
2. Cover Me – 3:26
3. Darlington County – 4:48
4. Working on the Highway – 3:11
5. Downbound Train – 3:35
6. I’m on Fire – 2:36
7. No Surrender – 4:00
8. Bobby Jean – 3:46
9. I’m Goin’ Down – 3:29
10. Glory Days – 4:15
11. Dancing in the Dark – 4:01
12. My Hometown – 4:33

## Kritikerstimmen
- www.musikansich.de 19/20 Punkten (Überflieger): "Man bekommt mit The Collection 1973-84 einen beeindruckenden Einblick in das frühe Gesamtwerk von Bruce Springsteen (...) Diese Box ist somit eine wirklich würdevolle Alternative zu einem klassischen Best-Of-Album oder einem nackten Download, da nicht einzelne Stücke aus dem Album-Kontext gerissen werden. Das 16-seitige Booklet hätte vielleicht etwas informativer ausfallen können, ansonsten ist diese Zusammenstellung aber wirklich gelungen."[1]
- Andreas Haug (www.rockszene.de) – 20. August 2010 – 9/10 Punkten: "Diese Box-Compilation ist sehr empfehlenswert für wirklich interessierte Springsteen-Neuentdecker als auch für Fans, die zwei, drei Originalalben „von früher“ besitzen und ihre Sammlung vervollständigen wollen oder deren Vinyl-Plattenspieler mittlerweile eingemottet ist. Neben den großen Hit-Alben erweist sich besonders auch das 1974er-Album „The Wild, The Innocent And The E Street Shuffle“ als wirklich tolles Album, je nachdem, welchen Springsteen man eher schätzt, den Stadionrocker, den melancholischen Solo-Singer-Songwriter oder den Musiker im Handmade-1970er-Jahre-Analog-Gewand."[2]